# Tausendjährige Eiche bei Reith

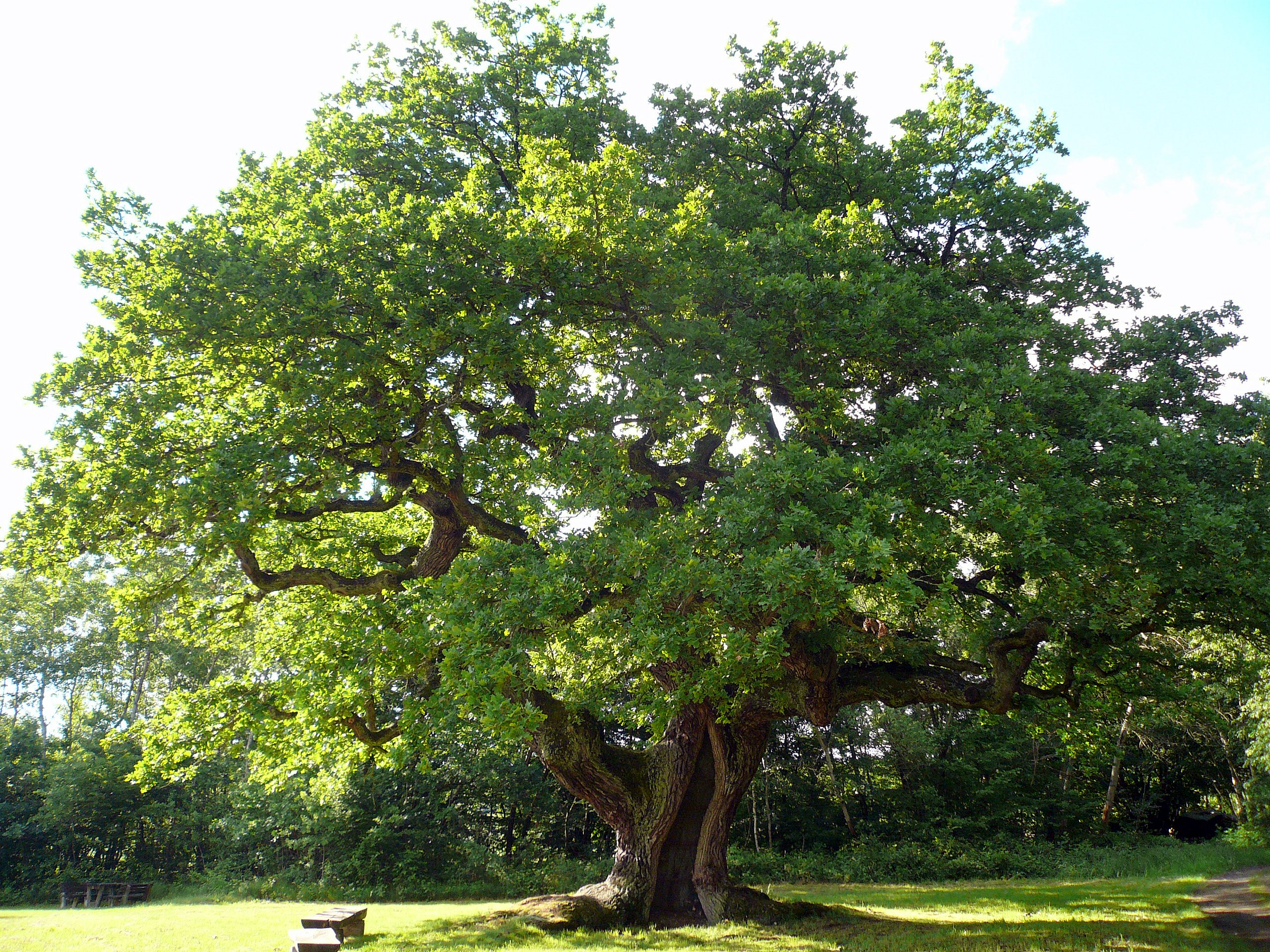
Eiche von Süden

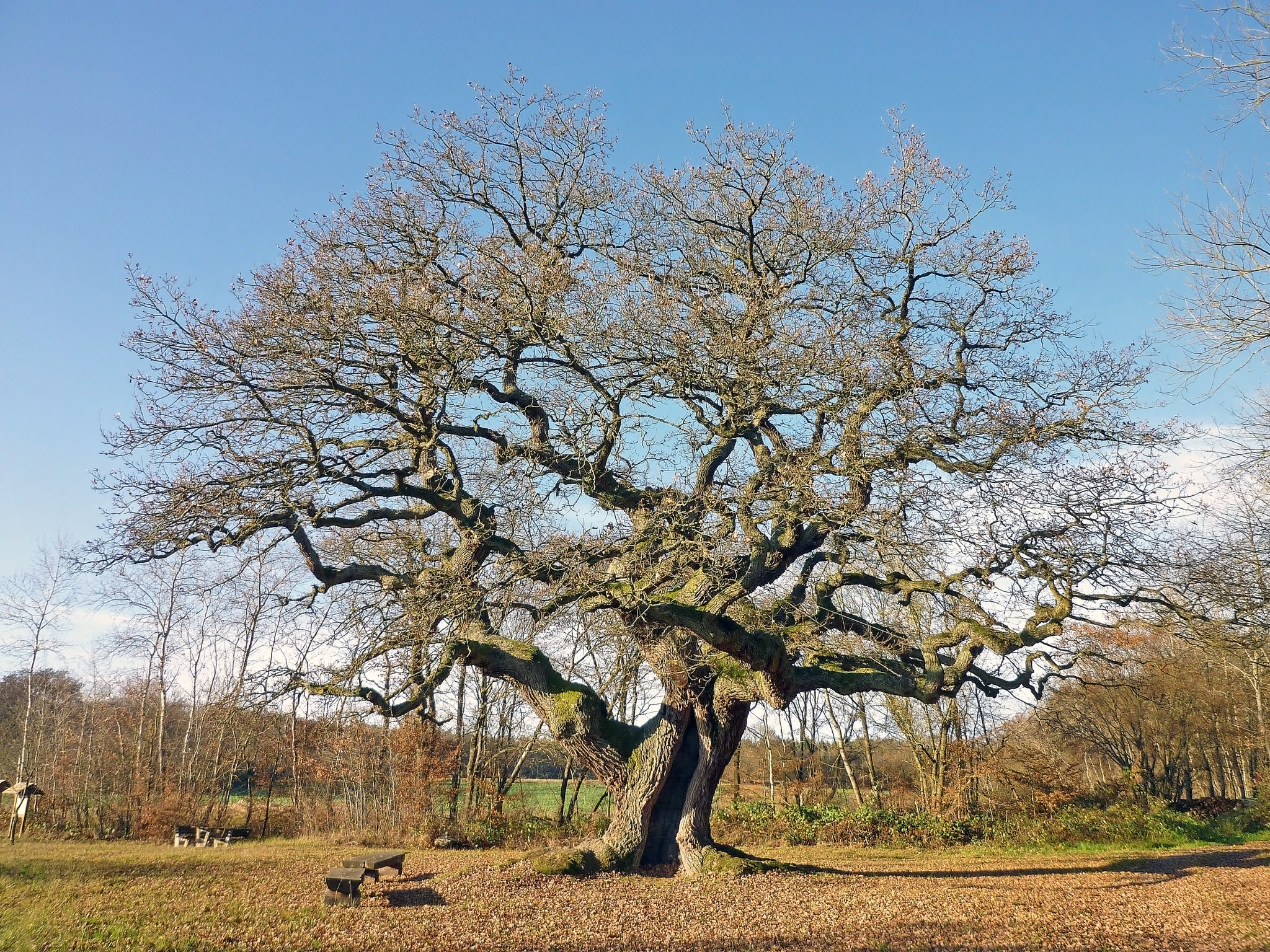
Reither Eiche

Die Tausendjährige Eiche bei Reith ist ein Naturdenkmal nordwestlich von Reith, einem Ortsteil von Oberthulba, in der bayerischen Rhön auf einer Höhe von  etwa 290 m ü. NHN. Die Stieleiche steht auf einer Wiese völlig frei am Ortsrand, nördlich schließt sich ein Waldgebiet an. In früheren Zeiten wurden bei der Eiche Ortsfestlichkeiten abgehalten. Die Eiche wurde das erste Mal am 25. September 1959 und erneut am 2. Februar 1987 unter Naturschutz gestellt. Bei der Unteren Naturschutzbehörde des Landkreises Bad Kissingen ist die Eiche mit der Nummer 672-N/071 und der Bezeichnung „Eiche in Reith“ gelistet.

## Beschreibung

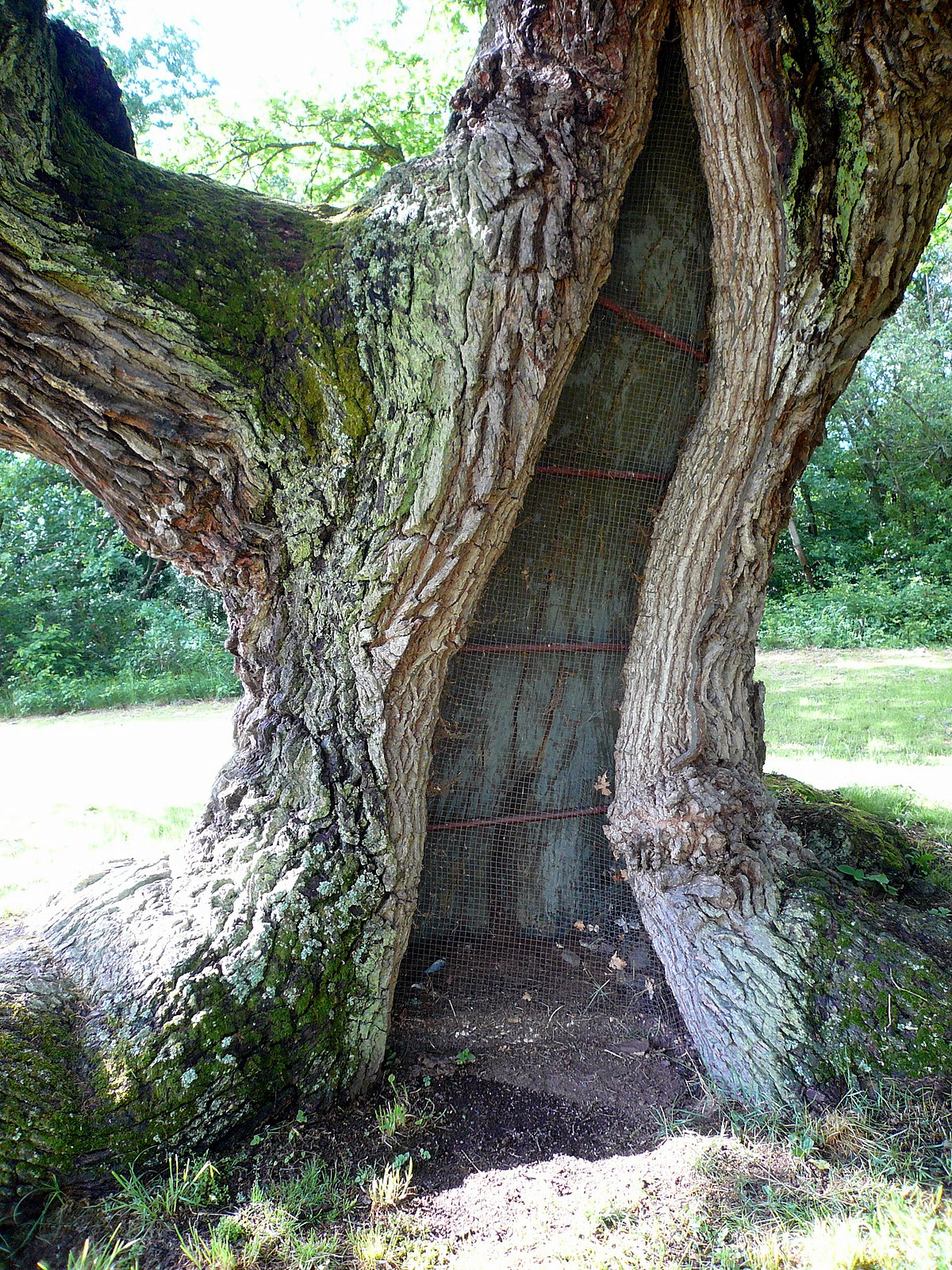
Stamm mit hoher Kerbe

Auffallend an der Eiche ist der kraftvolle Stammansatz mit dem oberirdischen Wurzelwerk. Über dem Boden sind die Wurzeln wie Stützen ausgelegt, um dann erst ins Erdreich einzudringen. Die Wurzeln streben, teilweise freiliegend, mehrere Meter vom Stamm weg. Messungen ergaben einen Wurzelumfang von mehr als 16 Metern. Der Wurzelbereich geht in einen gedrungenen, kurzen Stamm über, der sich in zwei Meter Höhe in mehrere starke Äste aufteilt, wobei der stärkste Ast einen Durchmesser von über einem Meter hat. Die Äste greifen ineinander und sind stark geschwungen, wie es bei kaum einer anderen Eiche in Deutschland zu beobachten ist. Die starken Äste werden durch mehrere Stahlseile zusammengehalten. Die Krone ist sehr gleichmäßig und harmonisch gewachsen und weist nur geringe Totholzanteile auf. Die Borke zeigt an mehreren Stellen eigentümliche Fließmuster, die sich stark von den sonst halbwegs geraden Linien der Rinde unterscheiden. Die Eiche ist auf der Westseite (Wetterseite) von den Wurzelanläufen über den Stamm bis in die Krone stark bemoost.

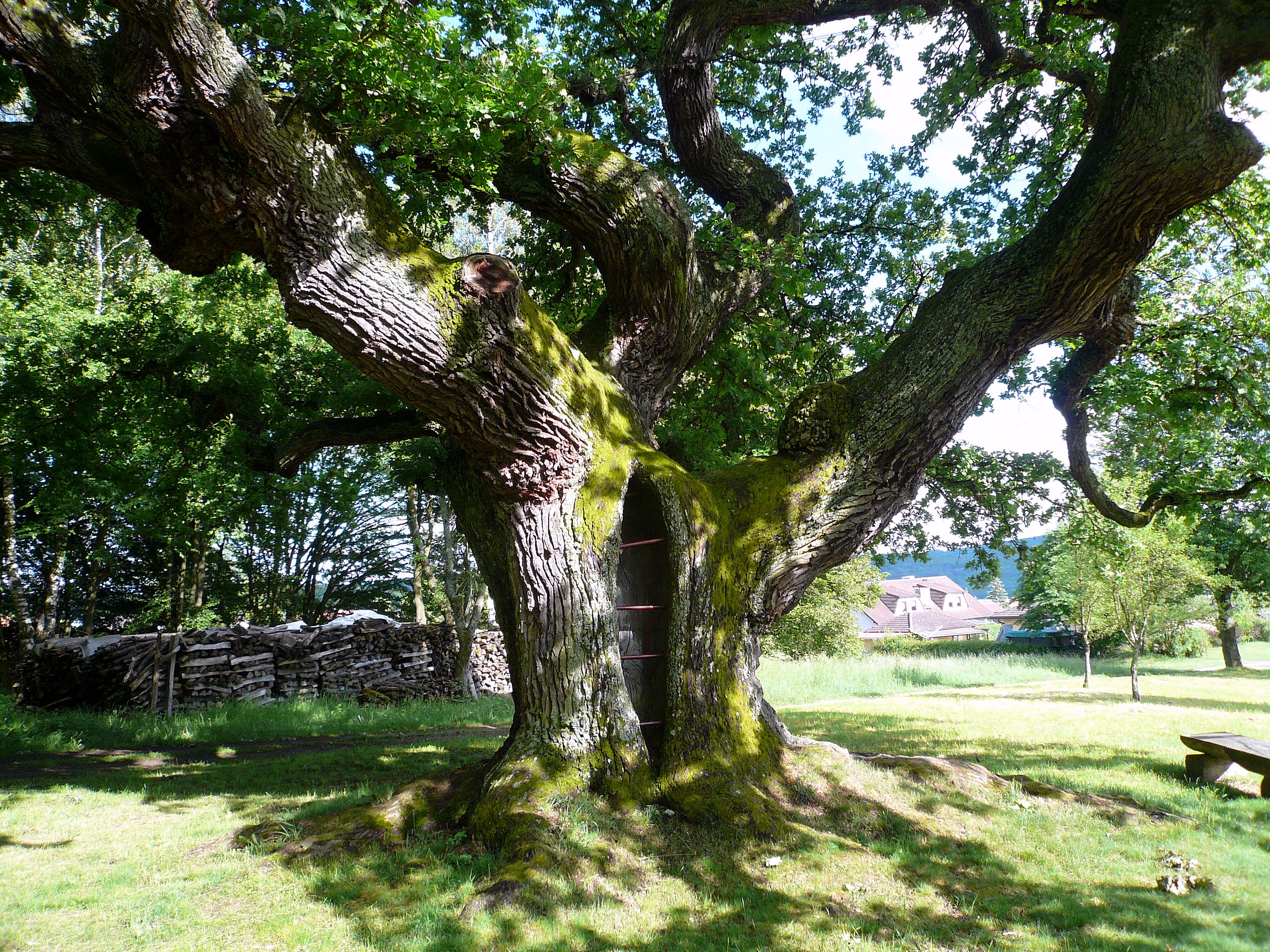
Ansicht von Nordwesten

Der Stamm  hat auf der Südseite eine große Einkerbung, die vom Boden bis in etwa drei Meter Höhe reicht. Auf der gegenüberliegenden Seite befindet sich eine weitere, etwas kleinere Einkerbung. Die Einkerbungen reichen bis etwa zu einem Drittel in den Stamm hinein und wurden bei einer Sanierung bis auf das gesunde Kernholz ausgeschabt und mit Eisenrohren verstrebt. Die größere Einkerbung ist zusätzlich mit einem engmaschigen Drahtzaun verschlossen. Das Alter der Eiche wird in der Literatur mit 400 bis 500 Jahren angegeben. Die Untere Naturschutzbehörde des Landkreises Bad Kissingen gibt das Alter für die Eiche mit 500 Jahren an. Der Stammumfang betrug 1990 in einer Höhe von 1,3 Metern 5,2 Meter. Im Jahre 2011 hatte der Stamm an der Stelle seines geringsten Durchmessers, auf 1,20 Meter Höhe, einen Umfang von 6,06 Metern. Messungen im Jahre 1992, die ebenfalls an der Stelle des geringsten Umfanges vorgenommen wurden, ergaben 5,62 Meter. Der Stammumfang nimmt demnach pro Jahr um etwa 2,5 Zentimeter zu, was bei einer Eiche dieser Größe viel ist. Dieser Umwachszuwachs deutet auf ein Alter von 250 bis maximal 300 Jahre hin. In einem Meter Höhe gemessen betrug der Stammumfang im Jahre 2009 6,19 Meter. Die Höhe der Eiche beträgt 18 und der Kronendurchmesser 19 Meter.

## Gedicht

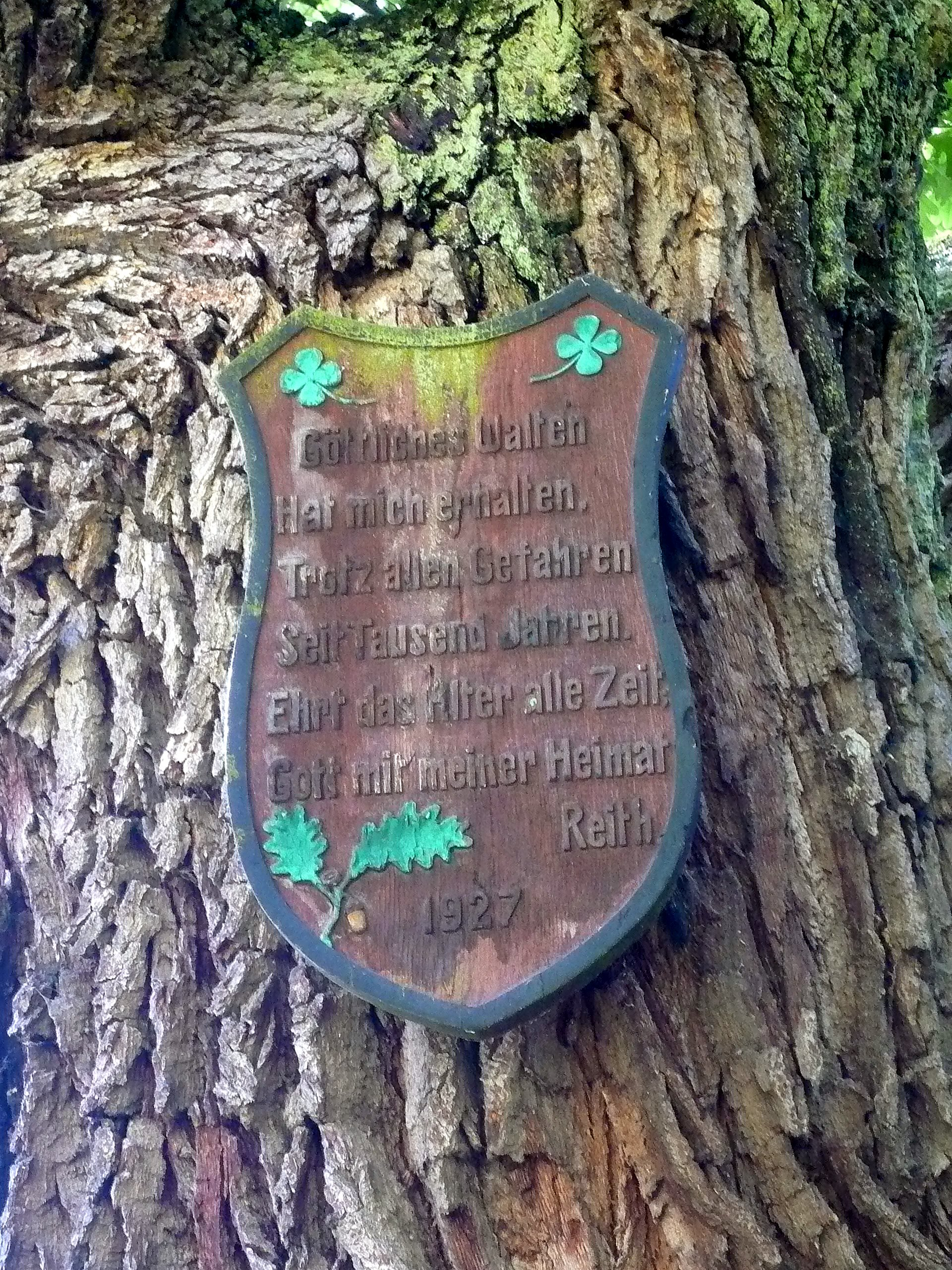
Tafel mit Gedicht

Am Stamm wurde im Jahr 1927 eine Holztafel mit folgendem Gedicht angebracht:
Göttliches Walten
Hat mich erhalten.
Trotz allen Gefahren
Seit Tausend Jahren.
Ehrt das Alter alle Zeit;
Gott mit meiner Heimat
Reith.
1927

## Bilder

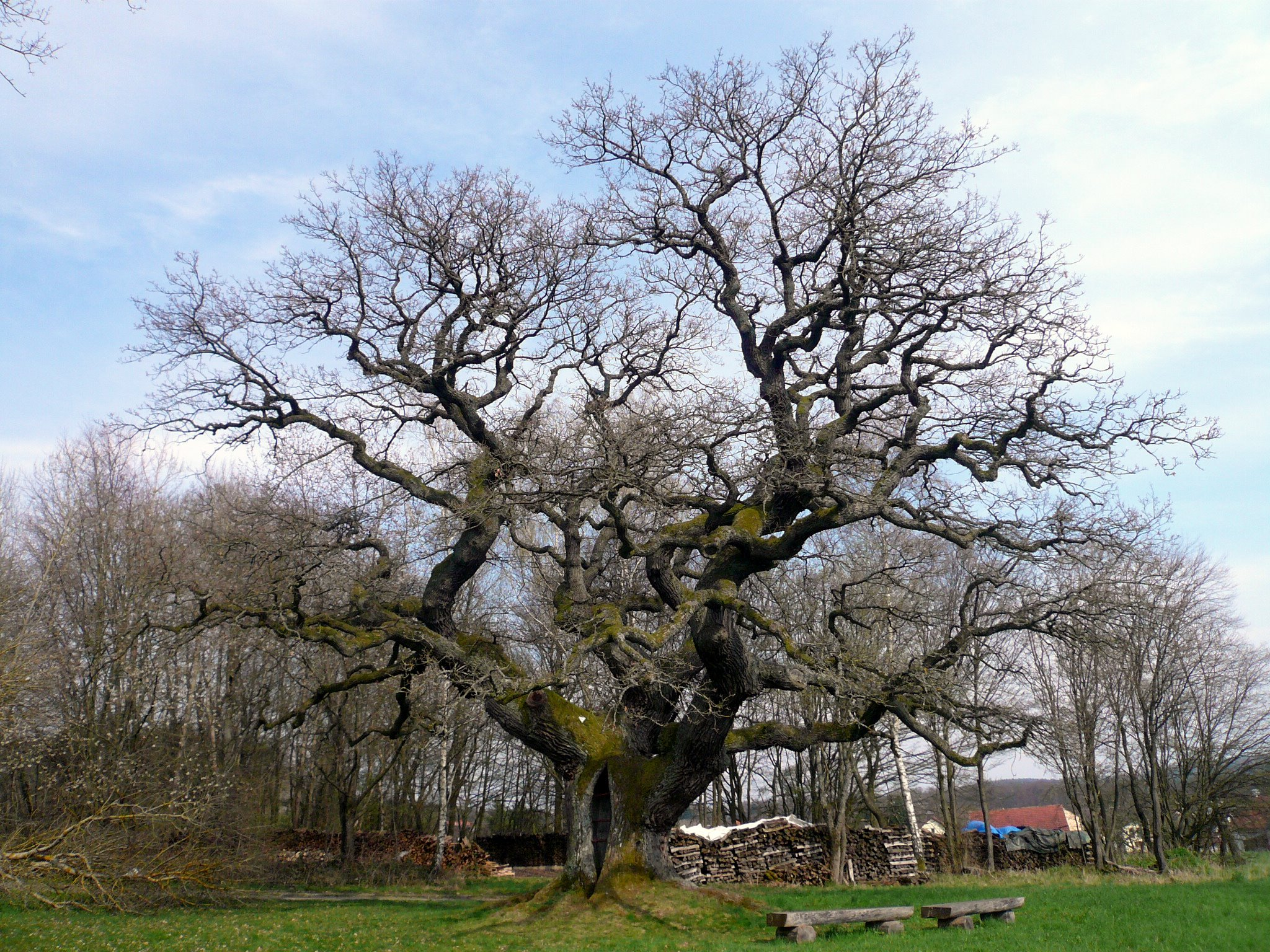
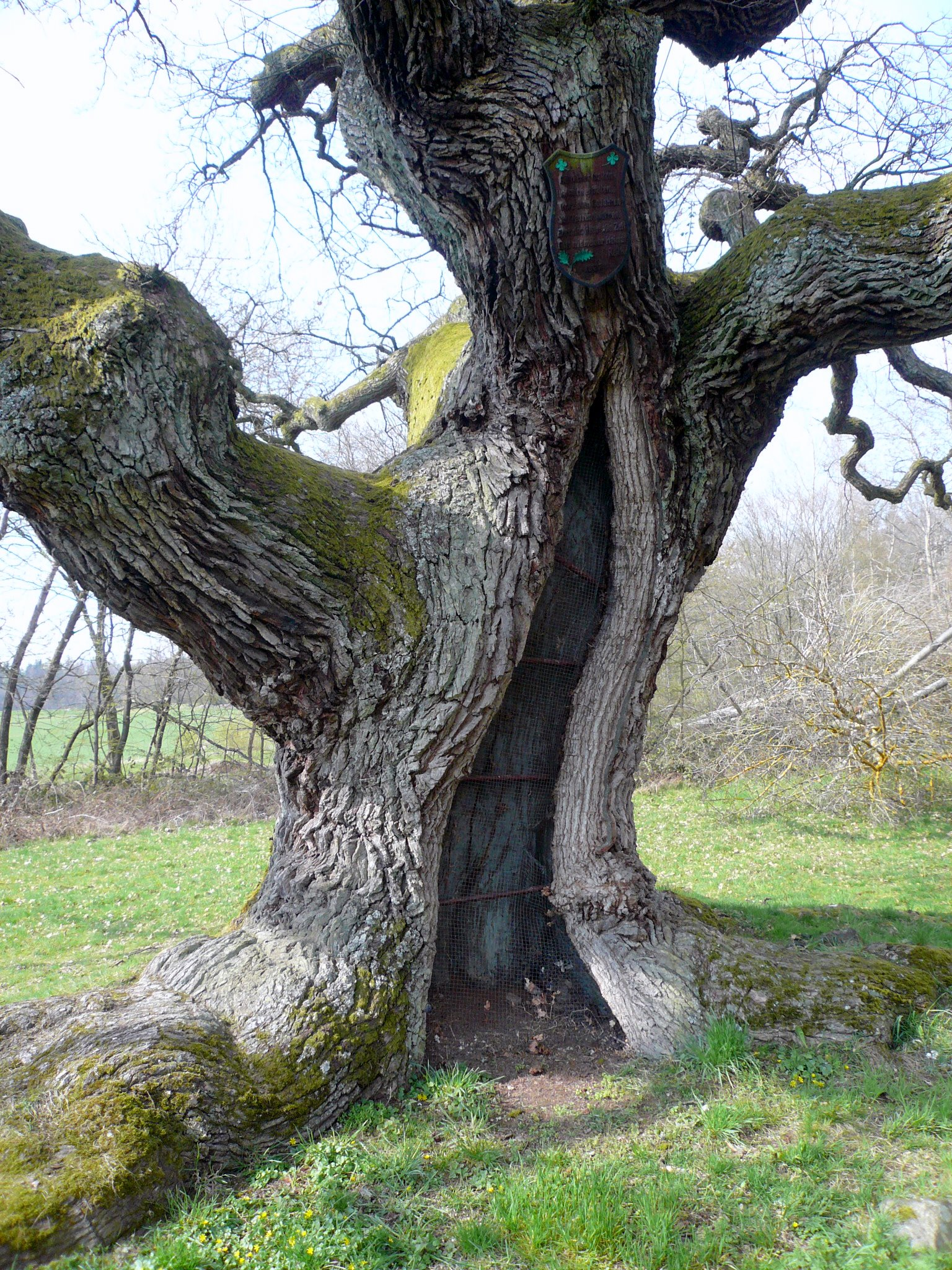
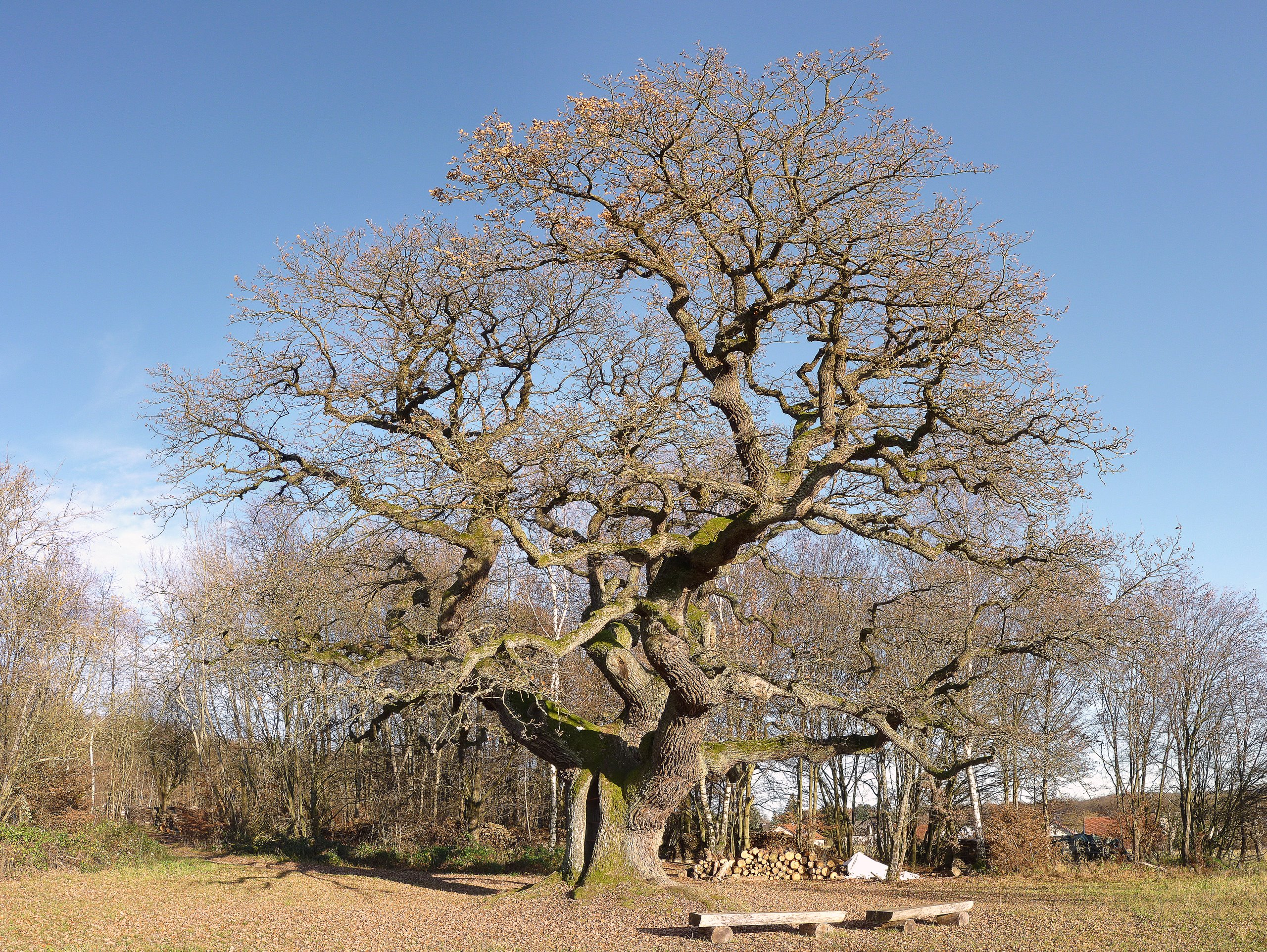